# Wereldkampioenschappen bobsleeën 2016
De wereldkampioenschappen bobsleeën 2016 werden gehouden van 8 tot en met 27 februari op de bob- en rodelbaan van Innsbruck-Igls, Oostenrijk. Er stonden vier onderdelen op het programma. Tegelijkertijd werden de wereldkampioenschappen skeleton afgewerkt. De kampioenschappen in beide sportdisciplines worden door de Internationale Bobslee- en Skeletonfederatie (IBSF) georganiseerd.
Bij de vrouwen in de tweemansbob namen achttien sleeën uit acht landen deel. België kwam met drie sleeën in de baan. Het duo Elfje Willemsen / Sophie Vercruyssen eindigden als negende. De duo's An Vannieuwenhuyse / Loes Hubrecht en Lien De Decker / Nel Paulissen eindigden respectievelijk als zeventiende en achttiende.
In de tweemansbob bij de mannen namen 34 sleeën uit negentien landen deel. Namens Nederland nam piloot Ivo de Bruin met Igor Brink en Olaf van der Geest deel, zij eindigden op de 30e plaats. De Bruin en Brink kwamen samen met Rudy Mensink en Dennis Veenker ook uit in de viermansbob. Zij eindigden als 27e in een veld van 30 sleeën uit zestien landen. In de viermansbob won de Nederlander Bror van der Zijde als bemanningslid van de Zwitserse piloot Rico Peter een bronzen medaille.
Aan de teamwedstrijd namen veertien teams deel. Elf teams (uit zes landen) werden door deelnemers uit hetzelfde land gevormd, drie teams waren internationaal samengesteld; twee Canadees-Amerikaans, een Duits-Roemeens.

## Wedstrijdschema
| Onderdeel       | 12 februari | 12 februari | 14 februari | 20 februari | 21 februari |
| --------------- | ----------- | ----------- | ----------- | ----------- | ----------- |
| Tweemansbob (v) | run 1 en 2  | run 3 en 4  |             |             |             |
| Tweemansbob (m) |             | run 1 en 2  | run 3 en 4  |             |             |
| Teamwedstrijd * |             |             | Alle runs   |             |             |
| Viermansbob (m) |             |             |             | run 1 en 2  | run 3 en 4  |

* In de landenwedstrijd kwamen per landenteam twee 2-mansbobsleeën (m/v) en twee skeletonsleeën (m/v) in actie.

## Medailles
| Onderdeel       | Goud | Goud | Zilver | Zilver | Brons | Brons |
| --------------- | ---- | --- | ------ | --- | ----- | --- |
| Tweemansbob (m) | GER  | Francesco Friedrich Thorsten Margis                                                                             | GER    | Johannes Lochner Joshua Bluhm | SUI   | Beat Hefti Alex Baumann                                                                                             |
| Viermansbob (m) | LAT  | Oskars Melbārdis Daumants Dreiškens Arvis Vilkaste Jānis Strenga                                                | GER    | Francesco Friedrich Candy Bauer Gregor Bermbach Thorsten Margis                                                                     | SUI   | Rico Peter Bror van der Zijde Thomas Amrhein Simon Friedl                                                           |
|                 |      | |        | |       | |
| Tweemansbob (v) | GER  | Anja Schneiderheinze Annika Drazek                                                                              | CAN    | Kaillie Humphries Melissa Lotholz                                                                                                   | USA   | Elana Meyers Taylor Lauren Gibbs                                                                                    |
|                 |      | |        | |       | |
| Teamwedstrijd   | GER  | skeleton Axel Jungk Tina Hermann bobsleeën Anja Schneiderheinze Franziska Bertels Johannes Lochner Tino Paasche | RUS    | skeleton Aleksandr Tretjakov Jelena Nikitina bobsleeën Aleksandra Rodionova Joelia Sjoksjoejeva Aleksandr Kasjanov Maksim Mokrousov | AUT   | skeleton Matthias Guggenberger Janine Flock bobsleeën Christina Hengster Sanne Dekker Benjamin Maier Dănuț Moldovan |

### Medailleklassement
| Plaats | Land             | Goud | Zilver | Brons | Totaal |
| 1      | Duitsland        | 3    | 2      | 0     | 5      |
| 2      | Letland          | 1    | 0      | 0     | 1      |
| 3      | Canada           | 0    | 1      | 0     | 1      |
| 3      | Rusland          | 0    | 1      | 0     | 1      |
| 5      | Zwitserland      | 0    | 0      | 2     | 2      |
| 6      | Oostenrijk       | 0    | 0      | 1     | 1      |
| 6      | Verenigde Staten | 0    | 0      | 1     | 1      |
| Totaal | Totaal           | 4    | 4      | 4     | 12     |

## Organisatie
De organisatie ontving in respectievelijk 2015 en 2016 een subsidie van € 210.000 en € 40.000 vanuit de federale overheid van Oostenrijk, in het kader van een subsidieregeling voor grote sportevenementen. Daarnaast ontving de organisatie van de deelstaat Tirol € 340.000 subsidie (2015: € 210.000; 2016: € 130.000) vanuit een subsidieregeling voor sportevenementen.